# باني ماكبرايد
باني ماكبرايد (بالإنجليزية: Bunny McBride)‏ (1950)؛ كاتِبة وشاعرة أمريكية. درست في جامعة كولومبيا.